# Zebrano-Theater
Das Zebrano-Theater ist ein 2005 gegründetes Kleintheater in Berlin-Friedrichshain, nahe beim Bahnhof Berlin Ostkreuz in der Lenbachstraße. 

## Geschichte
Im Jahr 2005 hatten zwei Berliner Akteure, Hans-Kaspar Aebli und Sebastian Krämer, die gerade frei gewordenen Räume eines früheren Puppentheaters übernommen und zeigten dort mit geringstem finanziellem Aufwand eine breite Palette von Kleinkunst. Nachdem später ein finanzielles Aus gerade noch abgewendet werden konnte, gründeten mehrere Künstler den gemeinnützigen Verein Zebrano-Theater und betreiben nun das Theater mit maximal 65 Plätzen. Seinen Namen erhielt die Einrichtung von der hier angesiedelten Zebrano-Bar, wobei Zebrano ein Kofferwort aus Zebra und Piano ist. Die Bar hat inzwischen (Stand Ende 2019) einen anderen Betreiber und ihren Namen abgelegt. Das hat auch zur Folge, dass der ursprüngliche Theatereingang von der Sonntagstraße in die Lenbachstraße verlegt werden musste.   

## Programm
Der Spielplan ist auf literarisch-musikalische Kleinkunst ausgerichtet. Den Hauptanteil bilden Gastspiele. In der Regel finden mehrere Abendveranstaltungen pro Woche statt. Zu diesen gehören unter anderem die Reihen:
- Club Genie und Wahnsinn, moderiert von Sebastian Krämer
- Die Dienstagspropheten, Sebastian Krämer, Martin Betz, Georg Weisfeld und Bernhard Lassahn: Kombination von Kurztext-Lesungen, Poesie und Musik
- Geschmacksverstärker – Liederatur im Tetrapak, Andreas Albrecht und Holger Saarmann laden Autoren und Liedermacher ein. Sie lesen und musizieren im Wechsel sowie gemeinsam

Zusätzlich gibt es ein Kinderprogramm, unter anderem mit Puppenspiel.

## Betrieb
Das Theater wird vom Zebrano-Theater e. V. geführt, der die Finanzierung durch Veranstaltungs-Einnahmen, Spenden und Mitgliedsbeiträge gewährleistet.
Das Logo sind schwarz-weiße Streifen einer Klaviertastatur, mit einem Zebraschwanz unterstrichen.
Nach Voranmeldung kann ein barrierefreier Zugang geöffnet werden.